# 幡多信用金庫
幡多信用金庫（はたしんようきんこ）は、高知県四万十市に本店を置く信用金庫である。
高知県に本店を置く金融機関では先行して、法人向けインターネットバンキングを行っている。

## 沿革
- 1929年（昭和4年）3月1日 - 中村町信用組合として創立。
- 1952年（昭和27年）2月20日 - 信用金庫法に基づき、幡多信用金庫となる。
- 1984年（昭和59年）6月 - 右山支店開店。
- 2008年（平成20年）10月1日 - 信金大阪共同事務センターに加盟する四国内の9信用金庫[1]において、ATM相互入出金手数料を完全無料化。
- 2015年（平成27年）3月13日 - 右山支店を閉店し、翌営業日付で本店営業部へ統合[2]。